# 邑智郡総合事務組合
邑智郡総合事務組合（おおちぐんそうごうじむくみあい）は、島根県邑智郡の川本町、美郷町、邑南町の3町が設立している一部事務組合。

## 組織
川本町、美郷町、邑南町の3町を構成員とし、悠邑ふるさと会館（島根県邑智郡川本町大字川本332番地15 ）に事務所が置かれている。
管理者に川本町長、副管理者に美郷町長、邑南町長、川本町副町長の3人を充て、組合議会の議員（定数12人）は3町の議会から各4人が選出される。

## 事務内容
2021年（令和3年）12月1日施行の組合規約に基づき、住民基本台帳などの共同電算処理、し尿処理、一般廃棄物処理のほか、介護保険事業に関する一部事務などを行う。
川本町内に置かれたし尿処理場「志谷苑」、廃棄物処理施設「邑智クリーンセンター」を運営している。また、可燃ごみについては大田市と広域処理を実施しており、邑智クリーンセンターの隣接地に整備された可燃ごみ処理施設に関する事務を同市から受託している。

## 沿革
1980年代から1990年代にかけて島根県が実施していた広域的過疎地域振興特別事業をきっかけの一つとして、1991年度（平成3年度）に当時の邑智郡内の7町村(川本町、邑智町、大和村、羽須美村、瑞穂町、石見町、桜江町)によって「悠邑ふるさと構想」が策定され、同構想に基づく広域的な地域振興策を実施する主体として1994年（平成6年）に邑智郡町村総合事務組合が設立された。既設の邑智郡環境衛生組合、邑南地区ごみ処理組合、邑智町・川本町清掃組合、邑智郡計算事務組合、邑智郡農業共済事務組合の各事務組合の事務も邑智郡町村総合事務組合に承継された。なお、農業共済事業については、2001年（平成13年）に石見農業共済組合に移管している。
事務所が置かれている悠邑ふるさと会館も同組合の事業として建設されたものであり、1996年（平成8年）から2006年（平成18年）にかけて広島市内でアンテナショップも運営していた。2000年度（平成11年度）からは介護保険事業の共同事務も開始する。
2004年（平成16年）10月1日、市町村合併に伴い、邑智郡総合事務組合へ名称変更。なお、旧桜江町は江津市と合併したため含まれない。
2017年（平成29年）に同組合と大田市で可燃ごみの広域処理をしていくことが決まり、1日当たり40トンのごみ処理が可能な新施設の整備を実施、2022年（令和4年）から新施設でのごみ処理を開始している。